# Carolei
Carolei é uma comuna italiana da região da Calábria, província de Cosenza, com cerca de 3.535 habitantes. Estende-se por uma área de 15 km², tendo uma densidade populacional de 236 hab/km². Faz fronteira com Dipignano, Domanico, Mendicino.

## Demografia
| Variação demográfica do município entre 1861 e 2011                               |
|                                                                                   |
| Fonte: Istituto Nazionale di Statistica (ISTAT) - Elaboração gráfica da Wikipedia |